# Joseph von Radowitz
Joseph Maria Ernst Christian Wilhelm von Radowitz (6 de Fevereiro de 1797 - 25 de Dezembro de 1853) foi um estadista prussiano conservador e general famoso pela sua proposta de unificar a Alemanha sob a liderança prussiana por meio de um acordo negociado entre os príncipes alemães reinantes.

## Primeiros anos
Radowitz nasceu em uma nobreza católica romana em Blankenburg am Harz, em Brunswick-Wolfenbüttel. Sua família era de origem sérvio-húngara. Ele recebeu uma educação militar na França e lutou no exército de Napoleão. Como um jovem tenente da artilharia de Vestefália, Radowitz foi ferido e feito prisioneiro na batalha de Leipzig (1813), posteriormente entrou para o serviço de Hanover e, em 1823, da Prússia. Sua promoção foi rápida e, em 1830, tornou-se chefe do estado-maior geral da artilharia.

## Enviado prussiano
Em 1836, Radowitz foi como plenipotenciário militar prussiano da dieta federal em Frankfurt, e em 1842 foi nomeado enviado aos tribunais de Karlsruhe, Darmstadt e Nassau. Ele logo se tornou um amigo íntimo do príncipe herdeiro (posteriormente o rei Frederico Guilherme IV), e a constituição prussiana de fevereiro de 1847 foi uma tentativa de concretizar as idéias apresentadas por ele em seu Gespräche aus den Gegenwart der Staat und Kirche, publicado sob o pseudônimo "Waldheim" em 1846.

## Promoção de política sindical prussiana
Em novembro de 1847 e março de 1848, Radowitz foi enviado por Frederick William a Viena para tentar organizar uma ação comum para a reconstrução da Confederação Alemã. No Parlamento de Frankfurt, ele era o líder da direita conservadora; e, após sua dissolução, ele foi zeloso em promover a política sindicalista da Prússia, que defendeu tanto na dieta prussiana quanto no parlamento de Erfurt.

## Ministro das Relações Exteriores da Prússia
Ele foi praticamente responsável pela política externa da Prússia de maio de 1848 em diante, e em 27 de setembro de 1851 foi nomeado ministro das Relações Exteriores. Ele renunciou, no entanto, em 2 de novembro, devido à recusa do rei em resolver as dificuldades com o Império Austríaco por meio de um apelo às armas.

## Atividades literárias
Em agosto de 1852, foi nomeado diretor de educação militar, mas o resto de sua vida foi dedicado principalmente a atividades literárias. Radowitz publicou, além de vários tratados políticos, Ikonographie der Heiligen, im Beitrag zur Kunstgeschichte (Berlim, 1834) e Devisen und Mottos des spätern Mittelalters (ii., 1850). Seu Gesammelte Schriften foi publicado em 5 vols. em Berlim, 1852-53.

## Morte
Radowitz morreu em 25 de dezembro de 1853 em Berlim.